# William Parry Murphy

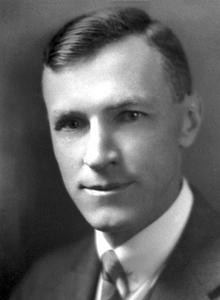
William P. Murphy (1934)

William Parry Murphy (* 6. Februar 1892 in Stoughton, Wisconsin; † 9. Oktober 1987 in Brookline, Massachusetts) war ein US-amerikanischer Mediziner und Nobelpreisträger für Medizin.

## Leben
Murphy wurde 1892 als Sohn des Pastors Thomas Francis Murphy und seiner Frau Rose Anna Parry geboren. Nach dem Schulbesuch in Wisconsin und Oregon wechselte er an die University of Oregon, wo er 1914 seinen Bachelor-Abschluss erhielt. Er arbeitete anschließend als Mathematik- und Physiklehrer in Oregon und begann 1916 in Portland, Chicago Medizin zu studieren. Unterstützt durch ein Stipendium wechselte er 1919 an die Harvard Medical School in Boston. 1922 erhielt er seinen Abschluss und begann für zwei Jahre als Weiterbildungsassistent am Rhode Island Hospital zu arbeiten. Anschließend wechselte er als Assistent nach Harvard, wo er ab 1928 auch Lehraufgaben wahrnahm. 
Ab 1935 wurde er zum Associate in medicine in Harvard und ab 1948 zum Lecturer.
Murphy heiratete 1919 Pearl Harriet Adams, mit der er einen Sohn und eine Tochter hatte.

## Forschung
Murphy lieferte wesentliche Arbeiten über die Auswirkung des Insulins auf die Zuckerkrankheit.
Für ihre 1926 eingeführte Lebertherapie gegen perniziöse Anämie erhielten er, George R. Minot und George Hoyt Whipple 1934 den Nobelpreis für Physiologie oder Medizin.

## Auszeichnungen
- 1930 Cameron Prize der University of Edinburgh
- 1934 Bronzemedaille der American Medical Association
- 1934 First Rank of Decoration-Commander des Order of the White Rose, Finland
- 1952 National Order of Merit, Cuba

Murphy war Mitglied in zahlreichen Fachgesellschaften sowie in der Deutschen Akademie der Naturforscher Leopoldina.

## Schriften
- Anemia in Practice: Pernicious Anemia. W.B. Saunders Company, 1939.
- Child Hygiene: Diet In Pernicious Anemia. In: American Journal of Public Health (New York, N.Y. : 1912). Band 17, Nummer 1, Januar 1927, S. 91–93, ISSN 0271-4353. PMID 18012063. PMC 1321559 (freier Volltext).
- mit J. H. Powers und K. Humphreys: Leukocytosis Following the Intramuscular Injection of Liver Extract. In: The Journal of clinical investigation. Band 12, Nummer 4, Juli 1933, S. 713–721, ISSN 0021-9738. doi:10.1172/JCI100532. PMID 16694157. PMC 435937 (freier Volltext).
- Twenty years of liver therapy. In: Blood. Band 3, Nummer 1, Januar 1948, S. 32–35, ISSN 0006-4971. PMID 18920889.
- mit R. A. Dillon: Portable projector for roentgenograms. In: The American journal of roentgenology and radium therapy. Band 61, Nummer 6, Juni 1949, S. 847–849, ISSN 0092-5632. PMID 18152981.
- mit C. W. Walter, A. G. Jessiman und R. M. Ahara: The retardation of clotting of whole blood on contact with stainless steel. In: Surgical forum. 1951, S. 289–293, ISSN 0071-8041. PMID 14931237.
- The story of liver. In: Internationale Zeitschrift für Vitaminforschung. Beiheft. Band 23, Nummer 3, 1952, S. 330–338, ISSN 0375-9075. PMID 14937878.
- mit C. W. Walter und F. C. Comploier: Sterile lancets for blood sampling. In: Journal of the American Medical Association. Band 148, Nummer 10, März 1952, S. 845–846, ISSN 0002-9955. PMID 14897669.
- mit C. W. Walter: A closed gravity technique for the preservation of whole blood in ACD solution utilizing plastic equipment. In: Surgery, Gynecology & Obstetrics. Band 94, Nummer 6, Juni 1952, S. 687–692, ISSN 0039-6087. PMID 14931176.
- Twenty-five years' experience in treatment and management of pernicious anemia. In: Journal of the American Medical Association. Band 149, Nummer 10, Juli 1952, S. 907–912, ISSN 0002-9955. PMID 14938066.
- Anemia: its recognition and management. In: Ohio Medicine. Band 48, Nummer 8, August 1952, S. 716–719, ISSN 0892-2454. PMID 12983018.
- mit R. C. Swan, C. W. Walter, J. M. Weller und J. P. Merrill: Use of an artificial kidney. III. Current procedures in clinical hemodialysis. In: The Journal of laboratory and clinical medicine. Band 40, Nummer 3, September 1952, S. 436–444, ISSN 0022-2143. PMID 14955661.
- mit I. Howard: A comparison of the effect of vitamin B12 with that of liver extract in the treatment of pernicious anemia during relapse and for maintenance. In: The New England journal of medicine. Band 247, Nummer 22, November 1952, S. 838–840, ISSN 0028-4793. doi:10.1056/NEJM195211272472203. PMID 13002627.
- mit W. G. Workman: Serum hepatitis from pooled irradiated dried plasma. In: Journal of the American Medical Association. Band 152, Nummer 15, August 1953, S. 1421–1423, ISSN 0002-9955. PMID 13061291.
- Pernicious anemia as a problem in geriatrics. In: Geriatrics. Band 9, Nummer 3, März 1954, S. 99–105, ISSN 0016-867X. PMID 13128308.
- mit M. T. Sproul und E. J. Getz: Hemolysis in blood collected for plasma processing. In: Journal of the American Medical Association. Band 158, Nummer 6, Juni 1955, S. 449–454, ISSN 0002-9955. PMID 14381190.
- mit C. W. Walter und D. Bellamy: The mechanical factors responsible for rapid infusion of blood. In: Surgery, gynecology & obstetrics. Band 101, Nummer 1, Juli 1955, S. 115–118, ISSN 0039-6087. PMID 14396718.
- mit J. G. Gibson, S. B. Rees und W. A. SCHeitlin: The influence of extracellular factors involved in the collection of blood in ACD on maintenance of red cell viability during refrigerated storage. In: American Journal of Clinical Pathology. Band 26, Nummer 8, August 1956, S. 855–873, ISSN 0002-9173. PMID 13362142.
- mit E. A. Edwards: Direct stimulation myography and ergometry of human calf muscles with supplementary observations on calf elasticity. In: Surgery, gynecology & obstetrics. Band 103, Nummer 6, Dezember 1956, S. 719–725, ISSN 0039-6087. PMID 13380698.
- mit M. G. Flannery und D. W. Smith: Unitized disposable urethral catheter and specimen container. In: Journal of the American Medical Association. Band 162, Nummer 15, Dezember 1956, S. 1381–1382, ISSN 0002-9955. PMID 13376307.
- mit P. D. Doolan, R. A. Wiggins, N. W. Carter, W. C. Cooper, R. H. Watten und E. L. Alpen: An evaluation of intermittent peritoneal lavage. In: The American journal of medicine. Band 26, Nummer 6, Juni 1959, S. 831–844, ISSN 0002-9343. PMID 13649709.
- mit R. J. Boucek und  G. H. Paff: Electrical and mechanical properties of chick embryo heart chambers. In: Circulation research. Band 7, September 1959, S. 787–793, ISSN 0009-7330. PMID 13803174.
- mit R. J. Boucek: Segmental perfusion of the coronary arteries with fibrinolysin in man following a myocardial infarction. In: The American journal of cardiology. Band 6, August 1960, S. 525–533, ISSN 0002-9149. PMID 13803175.
- The cardiac programmer to trigger an arterial pump. In: Transactions - American Society for Artificial Internal Organs. Band 7, 1961, S. 361–368, ISSN 0066-0078. PMID 13727005.
- mit W. B. Dandliker und J. W. Keller: Magnetoelectrophoresis. In: Transfusion. Band 1, 1961 Nov-Dec, S. 367–373, ISSN 0041-1132. PMID 14477445.
- mit I. Howard: Roentgen treatment of chronic leukemia. In: The American journal of roentgenology, radium therapy, and nuclear medicine. Band 88, November 1962, S. 902–908, ISSN 0002-9580. PMID 13936757.
- mit L. W. Bluemle und A. Ushakoff: A Compact Blood Dialyzer Without Membrane Supports: Design and Fabrication. In: Transactions - American Society for Artificial Internal Organs. Band 11, 1965, S. 157–160, ISSN 0066-0078. PMID 14329076.
- [Sentinel stimulation]. In: Archives des maladies du coeur et des vaisseaux. Band 61, Nummer 1, Januar 1968, S. 84–90, ISSN 0003-9683. PMID 4968693.
- mit M. R. Waller: The speech-language pathologist in a medical setting: response to a survey. In: ASHA. Band 25, Nummer 6, Juni 1983, S. 19–22, ISSN 0001-2475. PMID 6351867.
- mit G. R. Minot: Landmark article (JAMA 1926). Treatment of pernicious anemia by a special diet. By George R. Minot and William P. Murphy. In: JAMA : the journal of the American Medical Association. Band 250, Nummer 24, 1983 Dec 23-30, S. 3328–3335, ISSN 0098-7484. PMID 6358569.
- Carl Walter: a pioneer in shaping the medical device industry. In: The American Journal of Surgery. Band 148, Nummer 5, November 1984, S. 590–593, ISSN 0002-9610. PMID 6388377.